# Herkenrathermühle
Herkenrathermühle war ein Ortsteil der Gemeinde Neunkirchen-Seelscheid im Rhein-Sieg-Kreis.

## Lage
Die Herkenrathermühle lag am Wahnbach direkt über der heutigen Wahnbachtalsperre. Nachbarorte waren Herkenrath im Westen und Neunkirchen im Osten. Die südlich gelegene Lüttersmühle ist in der Talsperre untergegangen.

## Geschichte
Die Wassermühle gehörte zur Gemeinde Neunkirchen.
1830 hatte die Herkenrothermühle sechs Einwohner, 1845 hatte die Mühle zwei katholische Einwohner. 1888 gab es sechs Bewohner.
1901 hatte die Mühle sieben Einwohner. Der Müller war damals Franz Tielenbach.